# Simpaticolitici
I simpaticolitici sono una classe di farmaci che inibiscono la funzionalità postgangliare del sistema nervoso simpatico antagonizzando, a diversi livelli, la trasmissione adrenergica. Possono essere usati in diversi ambiti, ad esempio: come antipertensivi (utilizzo principale); come tranquillanti nel trattamento del disturbo d'ansia generalizzato; nel disturbo post traumatico da stress; nel trattamento dell'iperplasia o ostruzione benigna della prostata.

## Antiadrenergici
Gli agenti antiadrenergici inibiscono la trasmissione del segnale da parte di adrenalina e noradrenalina. Principalmente si tratta di antagonisti recettoriali (alfa e beta), ma ci sono eccezioni come la clonidina che è un agonista adrenergico degli autorecettori α2. Gli autorecettori presinaptici α2, infatti, hanno un'azione inibitoria sulla trasmissione adrenergica (nell'ambito di un meccanismo a feedback negativo) e pertanto agonisti di questa sottoclasse recettoriale hanno un'azione antiadrenergica.
Altri livelli d'azione per l'inibizione della trasmissione adrenergica sono costituiti dalla biosintesi delle catecolammine, dove ad esempio agiscono carbidopa e metiltirosina, e dall'accumulo e dal rilascio di neurotrasmettitore, dove agisce la reserpina.

### Antipertensivi
Tra gli antiadrenergici usati come antipertensivi si hanno:
- ad azione centrale:
  - Clonidina (agonista α2)
  - Metildopa (agonista α2)
  - Prazosin (antagonista α1)
  - Rescinnamina (ACE inibitore)
  - Reserpina (inibitore VMAT)
- bloccanti gangliari:
  - Mecamilamina (inibitrice recettore nicotinico α3β4)
- ad azione periferica:
  - Guanetidina (inibitrice della magnesio-ATPasi)
  - Doxazosina (bloccante alfa)

- Antagonisti beta (Beta bloccanti):
  - agenti non selettivi
    - Carteololo
    - Carvedilolo (con attività addizionale α-antagonista)
    - Labetalolo (con attività addizionale α-antagonista)
    - Nadololo
    - Pindololo (con attività simpaticomimetica intrinseca)
    - Propranololo
    - Sotalolo
    - Timololo

  - agenti selettivi β1
    - Acebutololo (con attività simpaticomimetica intrinseca)
    - Atenololo
    - Betaxololo
    - Bisoprololo
    - Celiprololo
    - Esmololo
    - Metoprololo
    - Nebivololo

  - agenti selettivi β2
    - Butaxamina (debole attività α-agonista) - Nessun impiego clinico ma tool farmacologico in ricerca.